# مرصد أربيل
مرصد أربيل هو مرصد فلكي شيد وبني في عهد الرئيس أحمد حسن البكر عام 1973م، على قمة جبل كورك التابع لمحافظة أربيل في العراق.

## التأسيس
في عهد الرئيس العراقي السابق أحمد حسن البكر أمر ببناء مرصد فلكي كبير هو الأكبر من نوعه في الشرق الأوسط وخصص للمرصد موقع قمة جبل كورك كموقع له نظراً لارتفاع الجبل نسبيا وموقعه الجغرافي المميز، ولقد بدأ بناء المرصد عام 1973م، وقد شاركت أربع دول كبرى في بنائه ، ثم دمرت بعضاً من أجزاء المرصد في الغارات والضربات الجوية اثناء الحرب العراقية الإيرانية مما أدى إلى وقف العمل فيه.
لقد تميز المرصد بموقعه الذي حدده خبراء في علم الفلك في بداية عقد السبعينيات من القرن العشرين، وذلك لتفوقه على كل الأماكن الأخرى في الشرق الأوسط بسبب حصوله على 252 ليلة صافية في السنة وخالية من الغبار والتلوث وكل ما يعرقل مشاهدة النجوم، وكذلك ارتفاع الجبل عن مستوى سطح البحر حوالي 2127 متر، و1500 متر عما يحيطه، وخصص للمشروع في وقتها أكثر من 170 مليون دولار، وكان المشروع على وشك الاكتمال حين بدأت الحرب العراقية الإيرانية.

## محتوياته
يضم المرصد ثلاثة تيليسكوبات هي :
- تلسكوب بصري ذو قطر 5.3 م.
- تلسكوب بقطر 25. 1 م.
- تلسكوب راديوي ذو موجات ملليمترية.

## ترميمه
حاول في الآونة الأخيرة العالم الفلكي العراقي عبد العظيم السبتي مع مختصين أن يُعيد الروح إلى المرصد الوطني العراقي الكائن على قمة جبل كورك عبر الدعوة إلى إعادة ترميمه وحشد الجهود لإصلاح ما تضرر منه جراء الحروب.

## وصلات خارجية
- مشاهدة النجوم في العراق.
- علم الفلك في العراق نسخة محفوظة 11 نوفمبر 2006 على موقع واي باك مشين..
- إعادة بناء المرصد الفلكي المتضرر في العراق.
- علماء أمريكيون يساهمون في إعادة بناء مرصد أربيل الفلكي.